# Сухая Липа
Сухая Липа (укр. Суха Липа, пол. Baszenka) — река в Яворовском районе Львовской области Украины и в Любачувском повяте Подкарпатского воеводства Польши. Правый приток реки Смолинка (бассейн Вислы).
Длина реки 14 км, площадь бассейна 39 км². Русло слабоизвилистое. Пойма в нижнем течении местами заболочена. Река в основном протекает среди лесных массивов.
Истоки расположены западнее села Принада, среди холмов Расточья. Течёт преимущественно на юго-запад. Пересекает украинско-польскую границу северо-западнее села Великие Макары.
На реке расположены сёла Карпы, Смолин, Салаши.